# 토스카나의 군주
토스카나의 군주들은 여러 시대에 걸쳐 있었다. 이웃 영지들을 다스리는 변경백이기도 하였고, 그 지역의 가장 핵심 가문의 수장이기도 하였다.

## 토스카나 변경백국, 812년–1197년

### 보니파초 가문
이들은 본래 루카의 백작이였으나 그들의 힘을 이웃 지역으로 확장시켰다.
- 보니파초 1세, 812–823
- 보니파초 2세, 828–834
- 아가누스, 835–845
- 아달베르토 1세, 847–886
- 아달베르토 2세, 886–915
- 구이도, 915–929
- 람베르토, 929–931

### 보소 가문
이들은 본래 이탈리아의 군주 위그 다를의 친척들(대부분이 서자)이며, 위그 다를이 보니파초 감눌 없앤 후 이들에게 이 작위를 임명하였다.
- 보소네, 931–936
- 움베르토, 936–961
- 우고, 961–1001

### 보니파초 가문 (재건)
- 보니파초 3세, 1004–1011

### 비왕조 시기
- 라니에리, 1014–1027

### 카노사 가문
이들은 카노사 백작들의 후손이다.
- 보니파초 4세, 1027–1052
- 페데리코, 1052–1055
- 마틸데, 1052–1115
  - 베아트리스 드 바르, 1052–1055 (페데리코와 마틸데의 어머니로서 섭정)
  - 고드프루아 2세 드 바스로타링기아, 1053–1069 (베아트리스의 남편이자 페데리코와 마틸데의 계부로서 섭정)
  - 고드프루아 3세 드 바스로타링기아, 1069–1076 (마틸데의 남편으로서 섭정)
  - 겔포 5세, 1089–1095 (마틸데의 남편으로서 공동 섭정)

### 비왕조 시기
- 라보도, 1116–1119
- 코라도, 1119/20–1129/31
- 람프레트(Rampret), c. 1131
- 엥겔베르트, 1134/5–1137
- 엔리코, 1137–1139
- 울리히 폰 아템스, 1139–1152 (황제 대리)
- 벨프 6세, 1152–1160
- 벨프 7세, 1160–1167
  - 라이날드 폰 다셀, 1160–1163 (황제 대리)
  - 크리스티안 1세 폰 부흐 1163–1173 (황제 대리)
- 벨프 6세, 1167–1173
- 필리프, 1195–1197

1197년에 필리프는 독일의 군주로 선출되었고 다수의 토스카나의 귀족과 도시들과 주교들은 교황의 지지와 함께 토스카나 동맹을 결성하였다.
- 프리드리히 폰 안티오히아, 1246–50 (황제 대리)

이후에 토스카나는 피렌체, 피사, 시에나, 아레초, 피스토이아, 루카 공화국 등의 서로 경쟁적이던 공화국들로 분열되었다. 14세기 이후로 피렌체가 피스토이아(1306년, 공식적인 합병은 1530년), 아레초(1384년), 피사(1406년), 시에나(1559년)에 대한 우위권을 얻게 되었다. 루카는 19세기 나폴레옹 시대까지 독립을 유지했었다.

## 피렌체 통치자, 1382년–1569년

### 알비치 가문의 참주 시기, 1382–1434
- 마소 델리 알비치 1382-1417
- 리날도 델리 알비치 1417-1434

### 메디치 가문의 참주 시기, 1434–1531
- 코시모 데 메디치 1434–1464
- 피에로 1세 데 메디치 1464–1469 ("통풍 걸린 자 ")
- 로렌초 데 메디치 1469–1492 ("마니피코")
- 줄리아노 데 메디치 1469–1478
- 피에로 2세 데 메디치 1492–1494 ("불운한 자")
- 공화정으로 수복 1494–1512
- 추기경 조반니 데 메디치 1512–1513
- 로렌초 2세 데 메디치 1513–1519
- 추기경 줄리오 데 메디치 1519–1523
- 이폴리토 데 메디치 1523–1527
- 알레산드로 데 메디치 1523–1527
- 공화정으로 수복 1527–1530
- 알레산드로 데 메디치 1530–1531

### 메디치 가문의피렌체 공작, 1531년–1569년
| # | 이름       | 시작            | 종료            | 전임자와의 관계   |
| - | ---------- | --------------- | --------------- | ----------------- |
| 1 | 알레산드로 | 1532년 5월 1일  | 1537년 1월 6일  |                   |
| 2 | 코시모 1세 | 1537년 9월 20일 | 1569년 8월 21일 | 알레산드로의 사촌 |

## 메디치 가문의토스카나 대공, 1569년–1737년
| # | 이름           | 시작             | 종료              | 전임자와의 관계                         |
| - | -------------- | ---------------- | ----------------- | --------------------------------------- |
| 1 | 코시모 1세     | 1569년 8월 21일  | 1574년 4월 21일   |                                         |
| 2 | 프란체스코 1세 | 1574년 4월 21일  | 코시모 1세의 아들 |                                         |
| 3 | 페르디난도 1세 | 1587년 10월 19일 | 1609년 2월 7일    | 프란체스코 1세의 형제 코시모 1세의 아들 |
| 4 | 코시모 2세     | 1609년 2월 7일   | 1621년 2월 28일   | 페르디난도 1세의 아들                   |
| 5 | 페르디난도 2세 | 1621년 2월 28일  | 1670년 5월 23일   | 코시모 2세의 아들                       |
| 6 | 코시모 3세     | 1670년 5월 23일  | 1723년 10월 31일  | 페르디난도 2세의 아들                   |
| 7 | 잔 가스토네    | 1723년 10월 31일 | 1737년 7월 9일    | 코시모 3세의 아들                       |

## 합스부르크로트링겐 가문의 토스카나 대공, 1737년–1801년
| #  | 이름                    | 시작            | 종료                           | 전임자와의 관계                |
| -- | ----------------------- | --------------- | ------------------------------ | ------------------------------ |
| 8  | 프란체스코 2세 스테파노 | 1737년 7월 12일 | 1765년 8월 18일                | 프란체스코 1세의 고손자의 아들 |
| 9  | 피에트로 레오폴도 1세   | 1765년 8월 18일 | 프란체스코 2세 스테파노의 차남 |                                |
| 10 | 페르디난도 3세          | 1790년 7월 22일 | 1801년 8월 3일                 | 피에트로 레오폴도 1세의 차남   |

## 부르봉파르마 가문의에트루리아 왕, 1801년–1807년
| 이름         | 초상화 | 시작            | 종료             | 전임자와의 관계                |
| ------------ | ------ | --------------- | ---------------- | ------------------------------ |
| 루도비코 1세 |        | 1801년 8월 3일  | 1803년 5월 27일  | 프란체스코 2세 스테파노의 손자 |
| 루도비코 2세 |        | 1803년 5월 27일 | 1807년 12월 10일 | 루도비코 1세의 아들            |

토스카나 공국은 1807–1814년 간 프랑스에 합병당하게 된다. 나폴레옹의 여동생 엘리자 보나파르트는 토스카나 여대공이라는 칭호를 보여받지만, 실질적인 통치력은 없었다.

## 합스부르크로트링겐 가문의 토스카나 대공, 1814년–1860년
| #  | 이름           | 시작            | 종료            | 전임자와의 관계       |
| -- | -------------- | --------------- | --------------- | --------------------- |
| 10 | 페르디난도 3세 | 1814년 4월 27일 | 1824년 6월 18일 | (재건)                |
| 11 | 레오폴도 2세   | 1824년 6월 18일 | 1859년 7월 21일 | 페르디난도 3세의 아들 |
| 12 | 페르디난도 4세 | 1859년 7월 21일 | 1860년 3월 22일 | 레오폴도 2세의 아들   |

레오폴도 2세는 1849년 2월 21일에서 4월 12일간 혁명으로 몰아내졌으나, 1859년 4월 27일 다시 권좌에 올랐다.그는 그의 아들 페르디난도 4세를 위해 1859년 7월 21일 퇴위를 하였으나, 페르디난도 4세가 토스카나에서 인정받지 못하고, 8월 16일 임시 정부에 의해 폐위당하고 만다. 토스카나 대공국은 1860년 3월 22일 사르데냐-피에몬테 왕국에 합병되었다.

## 명목상 합스부르크로렌 가문의 작위 주장자들, 1860년–현재
- 페르디난도 4세1860–1908
- 주세페 페르디난도 1908–1921
- 피에트로 페르디난도 1921–1948
- 고트프리트 1948–1984
- 레오폴도 프란체스코 1984–1993
- 시지스몬도 1993–현재

## 같이 보기
- 토스카나의 통치자 배우자
- 토스카나 대공국
- 토스카나의 역사
- 오스트리아-헝가리의 제위 계승 순위